# Xã Momence, Quận Fillmore, Nebraska
Xã Momence (tiếng Anh: Momence Township) là một xã thuộc quận Fillmore, tiểu bang Nebraska, Hoa Kỳ. Năm 2010, dân số của xã này là 68 người.